# Popaïne et vieux tableaux
Popaïne et vieux tableaux  est la deuxième histoire de la série Gil Jourdan de Maurice Tillieux. Elle est publiée pour la première fois du no 990 au no 1031 du journal Spirou. Puis est publiée sous forme d'album en 1959.

## Univers

### Synopsis
Suivant les malles de Malabarte venant de Gênes, Queue-de-Cerise les voit aboutir au château de Tourneuve. Après avoir testé la sécurité entourant ses murs, et constaté que les gardes plaisantent peu avec les touristes trop curieux, elle apprend que le château appartient à Stéphane Palankine, collectionneur d'art richissime. C'est au même Palankine que Malabarte fait son rapport sur les évènements de Gênes (voir Libellule s'évade). Il en conclut que la manière d'introduire la popaïne en France est devenue trop risquée pour lui, et réclame à Palankine de nouvelles instructions, que celui-ci lui promet à la prochaine soirée qu'il organisera au château.
Pendant ce temps, à court de liquidités, Gil et Libellule attendent dans leur hôtel que Crouton, aidé de la police italienne, finisse par les retrouver. Celui-ci, supposent-ils, les ramènera en France, où ils ont un besoin urgent de se rendre. Effectivement, Crouton les arrête et leur fait passer la frontière. Mais ses deux prisonniers se débarrassent de lui, et rejoignent Queue-de-Cerise à Paris. Celle-ci leur explique qu'après avoir effectué une visite guidée du château, elle a compris comment la popaïne était écoulée : elle est remise par Palankine lui-même à ses revendeurs durant la visite, dans des enveloppes censées contenir des reproductions de ses œuvres d'art.
Libellule apprend alors d'un journal que Palankine doit organiser une réception extraordinaire à l'occasion de l'entrée d'un tableau de Rembrandt dans sa collection. Gil y voit l'occasion de s'introduire dans le château. Ils profitent de l'arrivée de deux invités grecs pour les enlever et prendre leurs places : Libellule joue le rôle d'un artiste, Jourdan celui de son ami et mécène. Malgré les gaffes de Libellule dans le domaine de l'art moderne, ils arrivent au coffre de Palankine et subtilisent son livre de compte. Repérés par Nello Malabarte, qu'ils neutralisent pour un temps, ils sont capturés par les hommes de Palankine. Celui-ci veut récupérer le livre que les deux compères ont dissimulé : afin de les faire parler, il les fait passer au torréfacteur d'opium.
À cet instant, la police, alertée par une lettre de Jourdan remis aux deux Grecs qui ont été relâchés, interrompt la soirée de Palankine. Les sbires de ce dernier préfèrent prendre la fuite plutôt que d'éliminer Libellule et Gil. La police les libère, et Jourdan remet à l'inspecteur Crouton le fameux livre de comptes. Sur ce, il appelle la rédaction de France-Lundi, où se trouve Queue-de-Cerise : celle-ci devait négocier la primeur de l'évènement auprès du rédacteur. La carrière de l'agence Jourdan est lancée.

### Personnages
- Gil Jourdan
- Libellule
- Jules Crouton
- Queue-de-Cerise
- Nello Malabarte
- Stéphane Palankine

### Véhicules remarqués

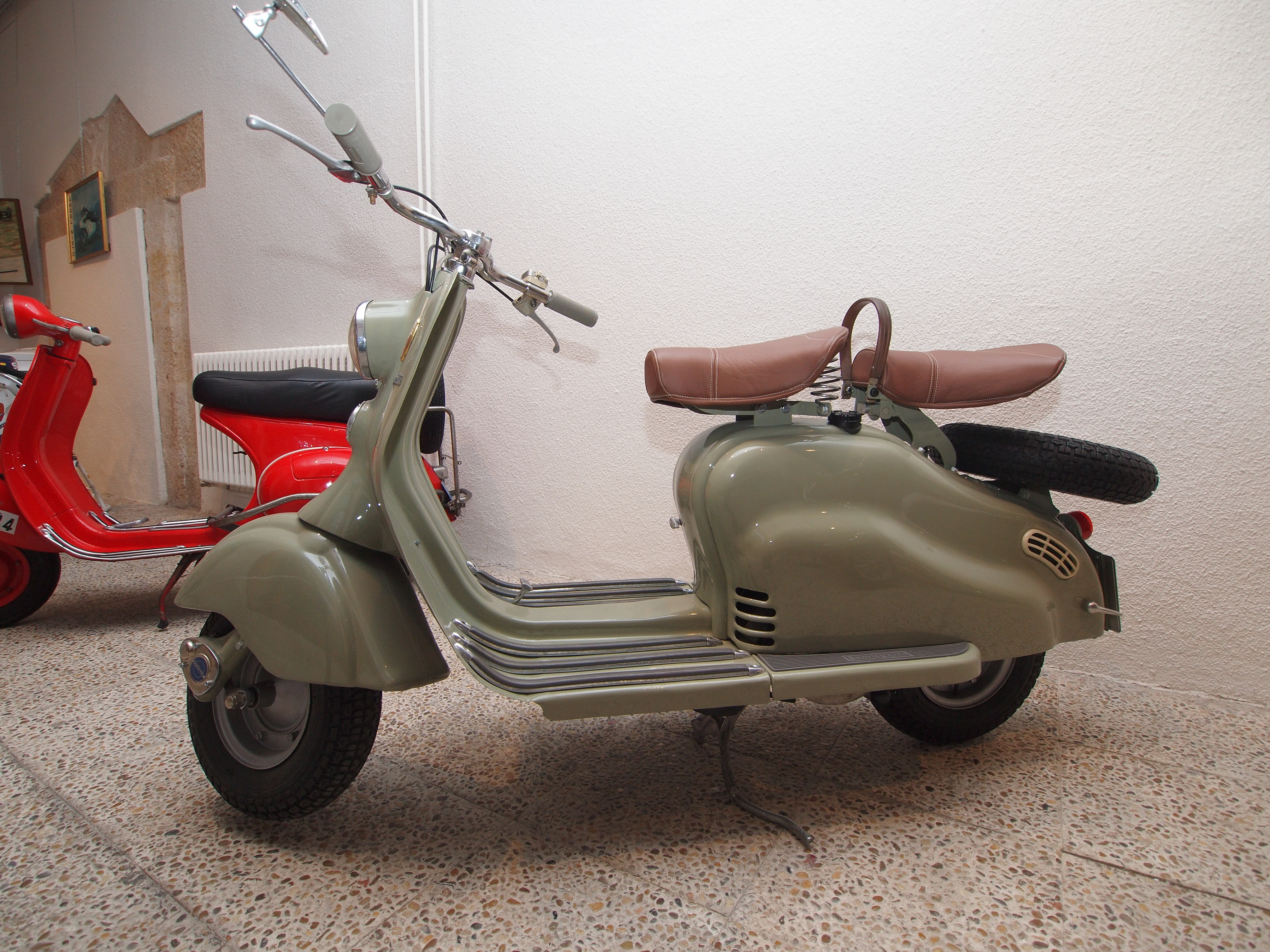
Un scooter Lambretta 125, semblable à celui de Queue-de-Cerise.

- Borgward Isabella Deluxe (conduite par les inspecteurs génois)
- Renault Frégate Grand Pavois[1] (conduite par Libellule et Jourdan)
- Buick Riviera (conduite par des invités de Palankine)
- Citroën Traction Avant (conduite par la police)
- Scooter Lambretta 125 LD (conduit par Queue-de-Cerise)

### Réplique
- Une invitée de Palankine : « Oserais-je vous demander de brosser mon portrait ? »

- Libellule : « Désolé, Madame, je ne peins plus que les natures mortes ! Qu'on vous assassine, et c'est chose faite ! »

## Analyse

### Référence scientifique
La popaïne est bien sûr une allusion transparente à la cocaïne ... Il n'empêche que Tillieux avait fait l'effort d'en donner, sinon la formule, du moins le nom scientifique : dicholoropantaloméphysticophénélpasmoilbolducatacétylmorphinénapaléonthropyltéorsonbenzinonaphtolpropylacétyléneum
On trouve ce détail dans le mini-récit n°15-16 Encyclopédie Spirou publié en supplément par le magazine.

### Incohérence
Libellule a, durant son voyage en Italie du tome précédent, un chapeau jaune. Or dès les premières pages de cet album, on le voit en porter un vert, qu'il gardera jusqu'à la fin de La Voiture immergée.
Lorsque Palankine invite Malabarte à sa soirée, il lui parle de son acquisition d'un nouveau Rubens. Or, dans le journal que Libellule lit, puis lors de la soirée elle-même, il est question d'un nouveau Rembrandt.

## Publication

### Revues
Les planches de Popaïne et vieux tableaux furent publiées dans le journal Spirou entre le 4 avril 1957 et le 16 janvier 1958 (n°990 à 1031). L'histoire fut rééditée dans le même journal en 2007 (n°3615 à 3621).

### Album
La première édition de cet album fut publiée aux Éditions Dupuis en 1959 (dépôt légal 01/1959). Popaïne et vieux tableaux est le septième titre de la série Gag de Poche, également aux Éditions Dupuis. On retrouve cette histoire dans Premières aventures, le tome 1 de la série Tout Gil Jourdan (Dupuis - 1985), ainsi que dans le tome 1 de la série Gil Jourdan - L'intégrale (Dupuis - 2009).